# AOA (gruppo musicale)
Le AOA (에이오에이?; acronimo di Ace of Angels) sono un gruppo musicale sudcoreano formatosi a Seul nel 2012 dalla FNC Entertainment.
Il gruppo ha debuttato il 9 agosto 2012, ed è attualmente composto da tre membri: Kim Chanmi, Shin Hye-jeong e Kim Seolhyun. Originariamente un gruppo di otto membri, Seo Youkyung ha lasciato il gruppo nell'ottobre 2016, mentre Choa il 30 giugno 2017.
Mina ha invece lasciato ufficialmente il gruppo nel maggio 2019.
Il 4 luglio 2020 anche Jimin lascia il gruppo in seguito alle accuse di bullismo da parte dell'ex membro Mina. Jimin ha lasciato la FNC il 13 gennaio 2022.
Il 1º gennaio 2021 Yuna decide di non rinnovare il contratto con FNC Entertainment e di conseguentemente abbandonare ufficialmente il gruppo.

## Formazione
Attuale
- Hyejeong (혜정)– voce (2012-presente)
- Seolhyun (설현) – voce (2012-presente)
- Chanmi (찬미) – rapping (2012-presente)

Ex-membri
- Youkyoung (유경) – batteria (2012-2016)
- Choa (초아) – voce, chitarra (2012-2017)
- Mina (민아) – voce, rapping, basso (2012-2019)
- Jimin (지민) – leader, voce, rapping, chitarra (2012-2020)
- Yuna (유나) – voce (2012-2021)

Sottogruppi
- AOA Black: (Jimin, Choa, Yuna, Mina, Youkyoung)
- AOA Cream: (Yuna, Hyejeong, Chanmi)

## Discografia

### Album in studio
- 2015 – Ace of Angels
- 2016 – Runway
- 2017 – Angel's Knock

### EP
- 2014 – Short Hair
- 2014 – Like a Cat
- 2015 – Heart Attack
- 2016 – Good Luck
- 2018 – Bingle Bangle
- 2019 – New Moon

### Singoli
- 2012 – Angels' Story
- 2012 – Wanna Be
- 2013 – Red Motion
- 2014 – Miniskirt
- 2014 – Short Hair
- 2014 – Miniskirt (versione giapponese)
- 2014 – Like a Cat
- 2014 – Like a Cat (versione giapponese)
- 2015 – Heart Attack
- 2015 – Heart Attack (versione giapponese)
- 2015 – Heart Attack (versione cinese)
- 2015 – Oh Boy!
- 2015 – Short Hair (versione giapponese)
- 2016 – Give Me Love
- 2016 – Wow War Tonight
- 2016 – Good Luck
- 2016 – Good Luck (versione giapponese)
- 2017 – Excuse Me
- 2017 – Bing Bing
- 2018 – Bingle Bangle
- 2019 – Come See Me

### Raccolte
- 2014 – AOA Best Songs for Asia